# مسييه 81

المجرة مسييه 81.

مسييه 81 أو «إن جي سي 3031» أو «مجرة بودي»، هي عبارة عن مجرة حلزونية تبعد 12 مليون سنة ضوئية عنا وتقع في كوكبة الدب الأكبر. قدرها الظاهري 7 تقريباً. اكتشفها الفلكي يوهان إليرت بودي في عام 1774م ولذلك فتسمى أحياناً «مجرة بود» نسبة له. وبعد ذلك ببضعة أعوام وضعها شارل مسييه في فهرسه الفلكي.

## المستعر الأعظم

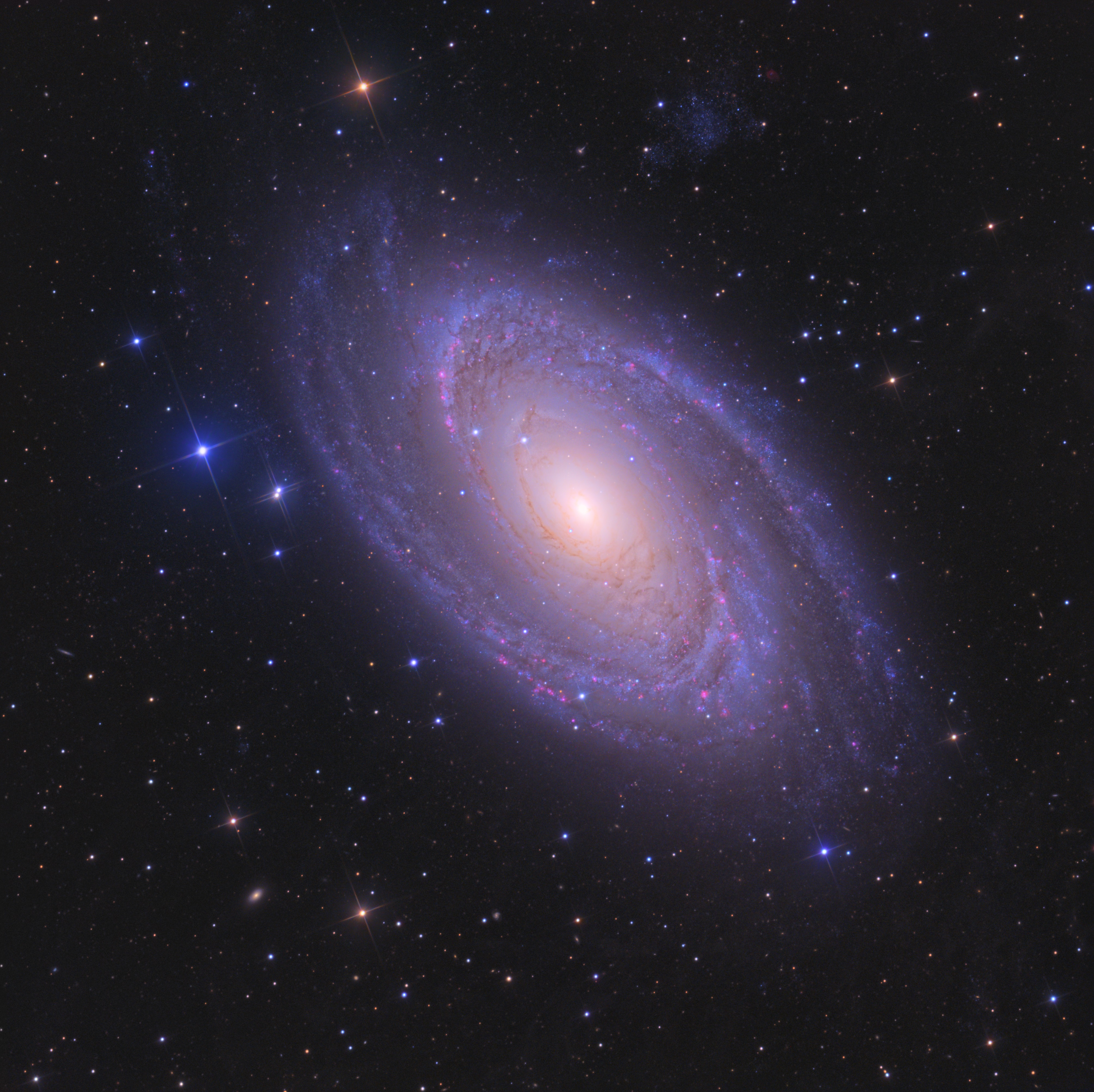
مسييه 81

تم اكتشاف مستعر أعظم واحد فقط في مجرة مسييه 81. اكتشف في يوم 28 من شهر آذار (مارس) في عام 1993م وقد سمي بـ"SN 1993". اكتشفه الفلكي «ف. جارسيا». وقد كان حينها ثاني ألمع مستعر أعظم يُكتشف في القرن العشرين. ويتغير طيف المستعر الأعظم باستمرار. وقد تولد هذا النجم عن انفجار نجم عملاق وتوصل العلماء إلى أن سطوع هذا المستعر الأعظم كان من درجة "Ib" وهي ثاني أقوى قدر سطوع. وقد كان هذا الانفجار مفيدا في تحديد بعد مجرة «مسييه 81 عنا».

## مجموعة المجرات م81

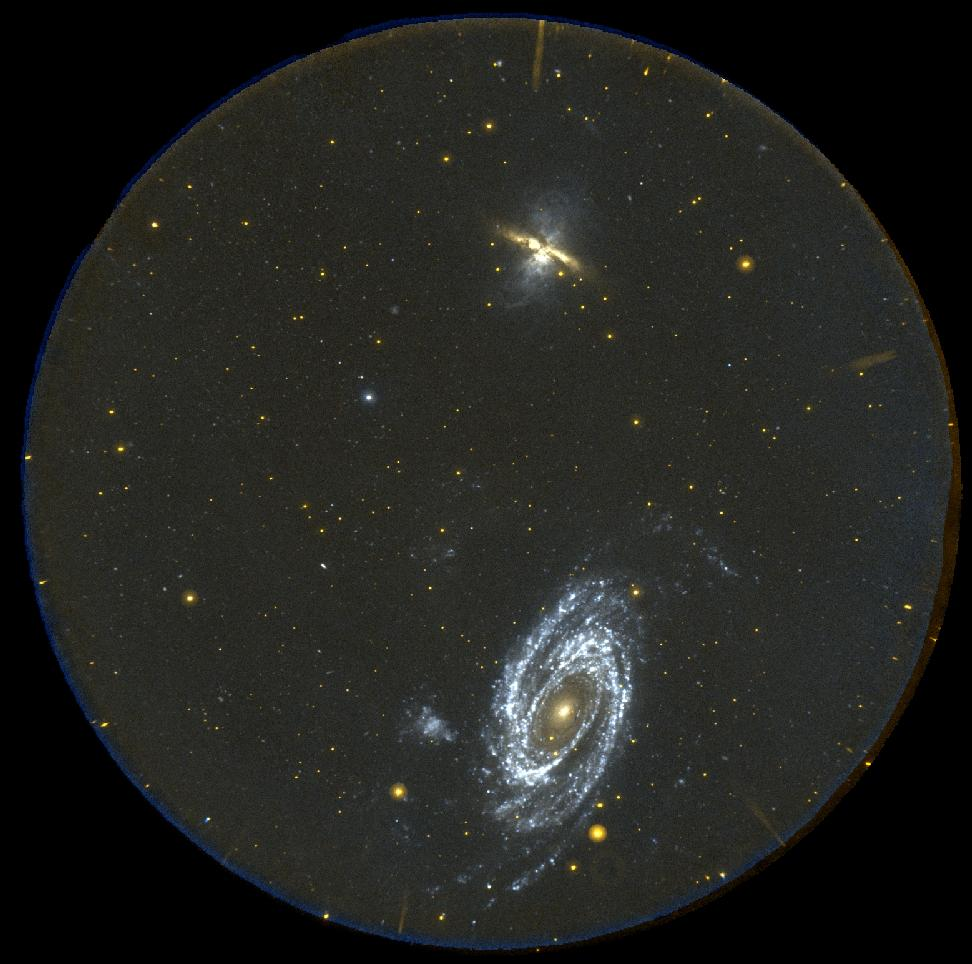
المجرتانM81 (أسفل) وM82 (أعلى) تشكلان قلب مجموعة مجرات م81. الصورة بتلسكوب تطور المجرات Galaxy Evolution Explorer. إلى اليسار ترى مجرة قزمة تابعة لمجرة م81

هذه المجرة هي أكبر مجرة في مجموعة مجرات م81 التي تحتوي على 34 مجرة. وهي واحدة من أقرب مجموعات المجرات إلى مجموعة المجرات المحلية التي تحتوي على مجرتنا درب التبانة. وهي تحتوي على مجرة واحدة أخرى فقط ضمن فهرس مسييه وهي مسييه 82.

## انظر أيضًا

جيران المجموعة المحلية ومن ضمنها مجموعة مجرات مافاي.

## وصلات خارجية
- موقع الكون